# Chelčice
Chelčice jsou obec v okrese Strakonice v Jihočeském kraji. Leží zhruba tři kilometry jižně od Vodňan. Žije v ní 398 obyvatel. Chelčice jsou v krajinné památkové zóně Libějovicko-Lomecko.

## Historie
První písemná zmínka o obci pochází z roku 1352.

## Obyvatelstvo
| Rok            | 1869 | 1880 | 1890 | 1900 | 1910 | 1921 | 1930 | 1950 | 1961 | 1970 | 1980 | 1991 | 2001 | 2011 | 2021 |
| -------------- | ---- | ---- | ---- | ---- | ---- | ---- | ---- | ---- | ---- | ---- | ---- | ---- | ---- | ---- | ---- |
| Počet obyvatel | 386  | 375  | 381  | 420  | 420  | 410  | 415  | 328  | 315  | 286  | 306  | 374  | 352  | 352  | 409  |
| Počet domů     | 66   | 64   | 66   | 67   | 68   | 68   | 76   | 82   | 78   | 75   | 71   | 90   | 112  | 122  | 139  |

## Obecní správa
V letech 1850–1879 k obci patřily Křepice a Libějovické Svobodné Hory, v letech 1961–1990 Dlouhá Ves a Truskovice a od 1. ledna 1981 do 23. listopadu 1990 také Černěves, Libějovice a Nestanice.

### Obecní symboly
Znak a vlajka byly obci uděleny rozhodnutím předsedy Poslanecké sněmovny Parlamentu České republiky dne 26. května 2000.

## Pamětihodnosti
- Kostel svatého Martina
- Socha svatého Jana Nepomuckého, u kostela
- Kaple svaté Maří Magdaleny Na Lázni – raně barokní centrální kaple z let 1660-1663, stojí JV od obce, na louce u lesa
- Pomník Petra Chelčického, na návsi
- Fara
- Socha Panny Marie, v ohradní zdi fary
- Sýpka usedlosti čp. 1
- Usedlost čp. 37
- Zemědělský dvůr Na Lázni (čp. 41)
- Chelčická lípa, památný strom u čp. 70 na samém JZ konci obce, po pravé straně silnice do Dlouhé Vsi.

## Osobnosti
V Chelčicích žil náboženský reformátor Petr Chelčický (c. 1390–c. 1460).